# Sour
För kommunen i Graubünden, se Sur, Schweiz.

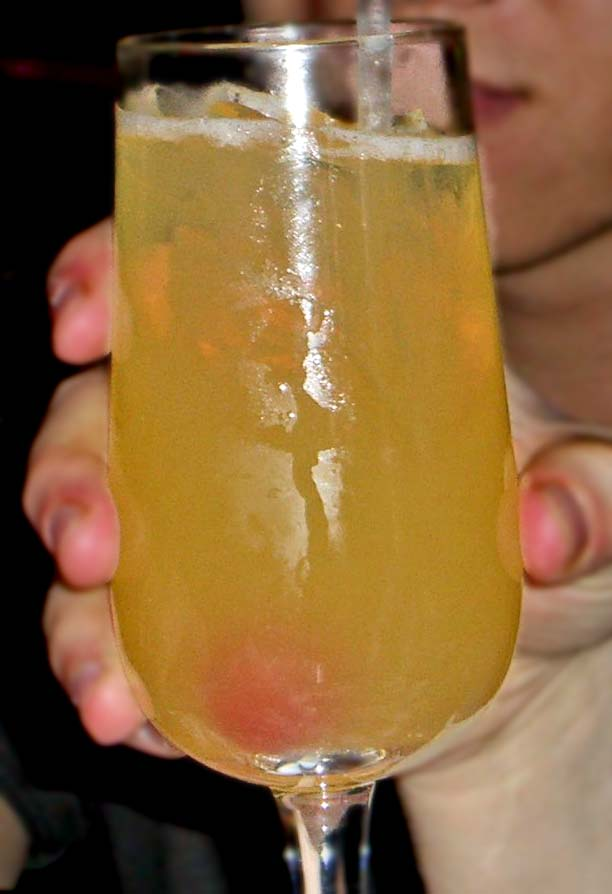
Whiskey sour

Sour i drinkar eller cocktails anspelar på en blandning av saft från en citrusfrukt (vanligen citron, men även lime eller grapefrukt) och sockerlag. Drinken "Whiskey sour" innehåller till exempel (bourbon) whiskey och en mindre mängd saft av citron samt sockerlag.